# Calligonum cordatum
Calligonum cordatum är en slideväxtart som beskrevs av Evgenii Petrovich Korovin och Nikolai Vasilievich Pavlov. Calligonum cordatum ingår i släktet Calligonum och familjen slideväxter. Inga underarter finns listade i Catalogue of Life.